# Dysfonie
Dysfonie (z řec.) je porucha fonace čili tvorby hlasu v hlasivkách a hrtanu. Podle Mezinárodní klasifikace nemocí ICD-10 má kód R49.0

## Popis
Projevuje se jako patologická změna hlasu (chrapot, přeskakování, změna výšky atd.), hlas může být chraplavý, zastřený a pacient nemůže plně ovládat jeho výšku, barvu nebo sílu. Krajní forma dysfonie je ztráta hlasu čili afonie.

## Příčiny
Dysfonie může být organická nebo funkční. Organická dysfonie může být způsobena například zánětem, novotvarem nebo mechanickým poškozením, ale také hormonálními změnami například při mutaci, menopauze nebo ve stáří (stařecký hlas).
Funkční dysfonie může být způsobena přetížením (např. u řečníků a učitelů), špatnými hlasovými návyky, psychickými poruchami a neurózou, případně být symptomem jiné choroby.